# Марч, Фредрик
Фре́дрик Марч (англ. Fredric March; 31 августа 1897 — 14 апреля 1975) — американский актёр театра и кино, лауреат премии «Оскар» за лучшую мужскую роль в фильмах «Доктор Джекилл и мистер Хайд» (1931) и «Лучшие годы нашей жизни» (1946). Также был двукратным лауреатом высшей американской театральной премии «Тони» — в 1947 году (постановка «Много лет назад») и в 1957 году («Долгий день уходит в ночь» Юджина О’Нила).

## Биография
Эрнест Фредерик Макинтайр Бикел родился в городе Расин в Висконсине; сын Коры Браун Марчер и Джона Ф. Бикела. Учился в начальной школе Уинслоу, Рэйсинской старшей школе и Висконсин-Мэдисонском университете. После окончания университета начал работать служащим банка, однако вскоре решительно пересмотрел свои жизненные установки (поводом к этому послужила срочная операция по удалению аппендицита) и в 1921 году стал сниматься в кино в ролях второго плана, но затем перебрался на театральную сцену, вскоре дебютировав на Бродвее.
В 1924 году по настоянию своего приятеля режиссёра Джона Кромвелла взял себе сценический псевдоним «Фредрик Марч» (сокращённый вариант фамилии матери — Марчер). После кратковременного брака с актрисой Эллис Бейкер в 1927 году женился повторно — на актрисе Флоренс Элдридж, с которой не расставался до конца своих дней. После успешной роли в пьесе «Королевская семья», где сатирически изображалось семейство Бэрриморов, Марч попал в поле зрения агентов студии «Парамаунт» и подписал с ней в конце 1928 года пятилетний контракт.
Марч был впервые номинирован на премию «Оскар» в 1930 году за роль в фильме «Королевская семья Бродвея», а в 1932 году получил эту премию за двойную главную роль в фильме «Доктор Джекилл и мистер Хайд». После этого Марч снимается в целой череде фильмов, поставленных по успешным пьесам и литературным произведениям и признанных классикой Голливуда 1930-х годов — «Серенада трёх сердец» (1933), «Смерть берёт выходной» (1934), «Отверженные» (1935), «Энтони Несчастный» (1936) и «Звезда родилась» (1937).
Марч был одним из тех актёров, которые отказывались подписывать со студиями выгодные, но кабальные долговременные договоры и оставляли за собой право выбирать роли и избегать самоповторов. В 1937 году он возвращается на Бродвей, однако крупный театральный успех приходит к нему только после роли в спектакле по пьесе Торнтона Уайлдера «На волосок от гибели» в 1942 году. Он дважды становится лауреатом премии «Тони» — в 1947 году за роль в пьесе Рут Гордон «Много лет назад» и в 1957 году за роль в пьесе Юджина О’Нила «Долгий день уходит в ночь».
Одновременно Марч продолжает сниматься в кино, однако реже, чем прежде. Примечательны его роли в фильмах «Я женился на ведьме» (1942) и «За лесами» (1948). За роль в фильме «Лучшие годы нашей жизни» (1946) он получает вторую премию «Оскар». Среди более поздних фильмов с участием Фредрика Марча выделяются «Смерть коммивояжёра» (1951), «Пожнёшь бурю» (1960) и «Продавец льда грядёт» (1973).
Фредрик Марч удостоен звезды на голливудской «Аллее славы» (1616 Vine Street).

## Фильмография
| Год       |     | Русское название                   | Оригинальное название                     | Роль                                      |
| --------- | --- | ---------------------------------- | ----------------------------------------- | ----------------------------------------- |
| 1921      | ф   | Большое приключение                | The Great Adventure                       | массовка                                  |
| 1921      | ф   | —                                  | The Education of Elizabeth                | массовка                                  |
| 1921      | ф   | Дьявол                             | The Devil                                 | участник бала-маскарада                   |
| 1921      | ф   | —                                  | Paying the Piper                          | массовка                                  |
| 1929      | ф   | Чучело                             | The Dummy                                 | Трамбулл Мередит                          |
| 1929      | ф   | Бурная вечеринка                   | The Wild Party                            | Джеймс Гилмор                             |
| 1929      | ф   | Тайна убийства на студии           | The Studio Murder Mystery                 | Ричард Харделл                            |
| 1929      | ф   | Граница Парижа                     | Paris Bound                               | Джим Хаттон                               |
| 1929      | ф   | —                                  | Jealousy                                  | Пьер                                      |
| 1929      | ф   | Огни рампы и дураки                | Footlights and Fools                      | Грегори Пайн                              |
| 1929      | ф   | Свадебная площадка для игр         | The Marriage Playground                   | Мартин Бойн                               |
| 1930      | ф   | Сара и сын                         | Sarah and Son                             | Ховард Ваннинг                            |
| 1930      | ф   | Армейский парад                    | Paramount on Parade                       | моряк                                     |
| 1930      | ф   | Дамы любят негодяев                | Ladies Love Brutes                        | Дуайт Хауэлл                              |
| 1930      | ф   | Верная флоту                       | True to the Navy                          | Стрелок Маккой                            |
| 1930      | ф   | Убийство                           | Manslaughter                              | Дэн О’Бэннон                              |
| 1930      | ф   | Смех                               | Laughter                                  | Пол Локридж                               |
| 1930      | ф   | Королевская семья Бродвея          | The Royal Family of Broadway              | Тони Кавендиш                             |
| 1931      | ф   | Любовь и честь                     | Honor Among Lovers                        | Джерри Стаффорд                           |
| 1931      | ф   | Ночной ангел                       | The Night Angel                           | Рудек Беркен                              |
| 1931      | ф   | Мой грех                           | My Sin                                    | Дик Грейди                                |
| 1931      | ф   | Доктор Джекилл и мистер Хайд       | Dr. Jekyll And Mr. Hyde                   | доктор Генри Джекилл / мистер Эдвард Хайд |
| 1932      | ф   | Влюблённые незнакомцы              | Strangers in Love                         | Бадди Дрейк / Артур Дрейк                 |
| 1932      | ф   | Весело мы катимся в ад             | Merrily We Go to Hell                     | Джерри Корбетт                            |
| 1932      | ф   | Сделай меня звездой                | Make Me a Star                            | в роли самого себя                        |
| 1932      | ф   | Нежная улыбка                      | Smilin’ Through                           | Кеннет Уэйн / Джереми Уэйн                |
| 1932      | ф   | Знак креста                        | The Sign of the Cross                     | Маркус                                    |
| 1933      | ф   | Эта ночь наша                      | Tonight Is Ours                           | Сабиен Пастал                             |
| 1933      | ф   | Орёл и сокол                       | The Eagle and the Hawk                    | Джерри Янг                                |
| 1933      | ф   | Серенада трёх сердец               | Design for Living                         | Томас «Том» Чемберс                       |
| 1934      | ф   | Весь я                             | All of Me                                 | Дон Эллис                                 |
| 1934      | ф   | Хорошая женщина                    | Good Dame                                 | Мейс Таунсли                              |
| 1934      | ф   | Смерть берёт выходной              | Death Takes a Holiday                     | принц Сирки / смерть                      |
| 1934      | ф   | Романы Челлини                     | The Affairs of Cellini                    | Бенвенуто Челлини                         |
| 1934      | ф   | Барретты с Уимпоул-стрит           | The Barretts of Wimpole Street            | Роберт Браунинг                           |
| 1934      | ф   | Мы снова живы                      | We Live Again                             | князь Дмитрий Иванович Нехлюдов           |
| 1935      | ф   | Отверженные                        | Les Miserables                            | Жан Вальжан / Шамматье                    |
| 1935      | ф   | Анна Каренина                      | Anna Karenina                             | Вронский                                  |
| 1935      | ф   | Тёмный ангел                       | The Dark Angel                            | Алан Трент                                |
| 1936      | ф   | Дорога к славе                     | The Road to Glory                         | лейтенант Мишель Дене                     |
| 1936      | ф   | Мария Шотландская                  | Mary of Scotland                          | граф Ботвелл                              |
| 1936      | ф   | Энтони Несчастный                  | Anthony Adverse                           | Энтони Эдверс                             |
| 1937      | ф   | Звезда родилась                    | A Star Is Born                            | Норман Мэйн                               |
| 1937      | ф   | Ничего святого                     | Nothing Sacred                            | Уолли Кук                                 |
| 1938      | ф   | Флибустьер                         | The Buccaneer                             | Жан Лафит                                 |
| 1938      | ф   | Вот идёт моя любовь                | There Goes My Heart                       | Билл Спенсер                              |
| 1938      | ф   | Торговля ветрами                   | Trade Winds                               | Сэм Уай                                   |
| 1940      | ф   | Сьюзан и бог                       | Susan and God                             | Барри Трексел                             |
| 1940      | ф   | Победа                             | Victory                                   | Хендрик Хейст                             |
| 1941      | ф   | Так кончается наша ночь            | So Ends Our Night                         | Джозеф Стайнер                            |
| 1941      | ф   | Один шаг в раю                     | One Foot in Heaven                        | Уильям Спенс                              |
| 1941      | ф   | —                                  | Bedtime Story                             | Люк Дрейк                                 |
| 1942      | ф   | Я женился на ведьме                | I Married a Witch                         | Джонатан Вули / Уоллес Вули               |
| 1944      | ф   | Приключения Марка Твена            | The Adventures of Mark Twain              | Сэмюэл Лэнгхорн Клеменс                   |
| 1944      | ф   | Завтра — весь мир                  | Tomorrow, the World!                      | Майк Фрейм                                |
| 1946      | ф   | Лучшие годы нашей жизни            | The Best Years of Our Lives               | Эл Стивенсон                              |
| 1948      | ф   | За лесами                          | Another Part of the Forest                | Маркус Хаббард                            |
| 1948      | ф   | Акт убийства                       | An Act of Murder                          | судья Келвин Кук                          |
| 1949      | ф   | Христофор Колумб                   | Christopher Columbus                      | Христофор Колумб                          |
| 1949      | с   | —                                  | The Ford Theatre Hour                     | Оскар Джаффе                              |
| 1950      | с   | —                                  | Nash Airflyte Theatre                     | н/д                                       |
| 1951      | ф   | Эта большая страна                 | It’s a Big Country: An American Anthology | Джо Эспозито                              |
| 1951      | ф   | Смерть коммивояжёра                | Death of a Salesman                       | Уилли Ломан                               |
| 1951—1952 | с   | Люкс-видео театр                   | Lux Video Theatre                         | капитан Мэтт / Сэм                        |
| 1953      | с   | Сборник                            | Omnibus                                   | Дон Жуан                                  |
| 1953      | ф   | Человек на канате                  | Man on a Tightrope                        | Карел Черник                              |
| 1954      | ф   | Административная власть            | Executive Suite                           | Лорен Финеас Шоу                          |
| 1954      | с   | —                                  | The Best of Broadway                      | Тони Кавендиш                             |
| 1954      | ф   | Мосты у Токо-Ри                    | The Bridges at Toko-Ri                    | контр-адмирал Джордж Таррант              |
| 1954—1956 | с   | —                                  | Shower of Stars                           | разные персонажи                          |
| 1955      | ф   | Часы отчаяния                      | The Desperate Hours                       | Дэн Хиллард                               |
| 1956      | ф   | Александр Великий                  | Alexander the Great                       | Филипп                                    |
| 1956      | ф   | Человек в сером фланелевом костюме | The Man in the Gray Flannel Suit          | Ральф Хопкинс                             |
| 1956      | с   | Продюсерская витрина               | Producers’ Showcase                       | Сэм Додсворт                              |
| 1957      | док | Альберт Швейцер                    | Albert Schweitzer                         | Альберт Швейцер                           |
| 1958      | с   | Шоу месяца Дюпона                  | The DuPont Show of the Month              | Артур Уинслоу                             |
| 1959      | ф   | Середина ночи                      | Middle of the Night                       | Джерри Кингсли                            |
| 1959      | с   | —                                  | Tales from Dickens                        | рассказчик                                |
| 1960      | ф   | Пожнёшь бурю                       | Inherit the Wind                          | Мэттью Брейди                             |
| 1961      | ф   | Молодые доктора                    | The Young Doctors                         | доктор Джозеф Пирсон                      |
| 1962      | ф   | Затворники Альтоны                 | I sequestrati di Altona                   | Альбрехт фон Герлах                       |
| 1964      | ф   | Семь дней в мае                    | Seven Days In May                         | Джордан Лаймен, президент США             |
| 1964      | тф  | —                                  | The Presidency: A Splendid Misery         | рассказчик                                |
| 1967      | ф   | Омбре: Отважный стрелок            | Hombre                                    | Фейвор                                    |
| 1970      | ф   | …тик… тик… тик…                    | …tick… tick… tick…                        | мэр Джефф Паркс                           |
| 1973      | ф   | Продавец льда грядёт               | Iceman Cometh                             | Гарри Хоуп                                |

## Награды
- 1932 — «Оскар» за «Лучшую мужскую роль» («Доктор Джекил и мистер Хайд»)
- 1947 — «Оскар» за «Лучшую мужскую роль» («Лучшие годы нашей жизни»)